# Papinec
Papinec is een plaats in de gemeente Vidovec in de Kroatische provincie Varaždin. De plaats telt 114 inwoners (2001).